# 858
| [ Edytuj tabelę ]          |                                               |
| Król Anglii                | - 839 Ethelwulf 858 - 858 Ethelbald 860       |
| Hrabia Aragonii            | - 844 Galindo I Aznárez 867                   |
| Król Asturii               | - 850 Ordoño I 866                            |
| Hrabia Barcelony           | - 852 Odalryk 858 - 858 Humfryd 864           |
| Cesarz Bizancjum           | - 842 Michał III Metystes 867                 |
| Chan Bułgarii              | - 852 Borys I Michał 889                      |
| Cesarz Chin                | - 846 Tang Xuanzong 859                       |
| Książę Czech               | - 850 Gościwit 870                            |
| Król Franków wschodnich    | - 855 Ludwik II Niemiecki 875                 |
| Król Franków zachodnich    | - 843 Karol II Łysy 877                       |
| Cesarz Japonii             | - 850 Montoku 858 - 858 Seiwa 876             |
| Kalif                      | - 847 Al-Mutawakkil 861                       |
| Król Khmerów               | - 850 Dżajawarman III 877                     |
| Patriarcha Konstantynopola | - 847 Ignacy I 858 - 858 Focjusz I Wielki 867 |
| Król Mercji                | - 852 Burgred 874                             |
| Król Nawarry               | - 851 García Íñiguez 880                      |
| Król Nortumbrii            | - 848 Osbert 863                              |
| Papież                     | - 855 Benedykt III 858 - 858 Mikołaj I 867    |
| Cesarz rzymski             | - 850 Ludwik II 875                           |
| Książę Saksonii            | - 844 Ludolf 866                              |
| Król Szkocji               | - 843 Kenneth I 858 - 858 Donald I 862        |
| Doża Wenecji               | - 837 Pietro Tradonico 864                    |
| Książę wielkomorawski      | - 846 Rościsław 870                           |

Rok 858 / DCCCLVIII
stulecia: VIII wiek ~
IX wiek ~
X wiek

lata: 848 «
853 «
854 «
855 «
856 «
857 «
858
» 859
» 860
» 861
» 862
» 863
» 868

## Wydarzenia
- 24 kwietnia – Mikołaj I został papieżem.
- Po śmierci japońskiego cesarza Montoku regentem jego dziewięcioletniego syna został po raz pierwszy szlachcic spoza cesarskiego rodu, Ioszifua Fudżiwara.

## Zmarli
- 13 stycznia – Ethelwulf, król Kentu i Wessexu (ur. ok. 795)[1]
- 17 kwietnia – Benedykt III, papież (ur. ?)[2]
- data dzienna nieznana:
  - Kenneth I, król Piktów (ur. ok. 810)[3]